# Joaquim Ferreira Lopes
Dom Joaquim Ferreira Lopes, O.F.M.Cap., (Roriz, Santo Tirso, Portugal, 13 de Outubro de 1949) é um bispo católico português, sendo presentemente Bispo Emérito de Viana, em Angola. 
Ingressou na Ordem dos Frades Menores Capuchinhos, onde professou a 17 de Setembro de 1972, tendo sido ordenado sacerdote a 25 de Maio de 1975. 
Foi Bispo do Dundo de 2002 a 2008, sendo também o primeiro bispo desta diocese angolana erecta em 2002. A 6 de Junho de 2007 foi nomeado Bispo da Diocese de Viana, em Angola, pelo Papa Bento XVI, aquando da erecção daquela nova diocese, sendo o seu primeiro Bispo.
Pediu a resignação ao governo da Diocese de Viana, por motivos de saúde, tendo o pedido sido aceite pelo Papa Francisco a 11 de Fevereiro de 2019. 